# Madlitz-Wilmersdorf

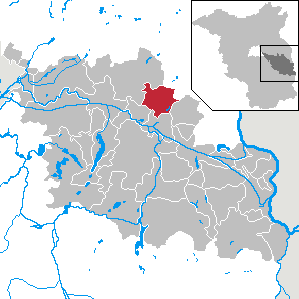
Madlitz-Wilmersdorf in de Landkreis Oder-Spree

Madlitz-Wilmersdorf was een Duitse gemeente ten zuidoosten van Berlijn in de deelstaat Brandenburg.

## Geografie
De gemeente Madlitz-Wilmersdorf had een oppervlakte van 45,11 km² en telde 678 inwoners (stand 31 dec. 2012). Ortsteile waren Alt Madlitz, Falkenberg en Wilmersdorf.

## Geschiedenis
De gemeente ontstond op 31 december 2001 uit de fusie van de tot dan toe zelfstandige gemeenten Alt Madlitz en Wilmersdorf en maakte deel uit van de Landkreis Oder-Spree. Circa twee jaar later, op 26 oktober 2003 werd Falkenberg bij Fürstenwalde onderdeel van de gemeente Madlitz-Wilmersdorf. Met de jaarwisseling 2013/14 kwam er een einde aan de zelfstandigheid van Madlitz-Wilmersdorf en werd ze opgeheven en geannexeerd door Briesen (Mark).